# Ghiacciaio Battye
Il ghiacciaio Battye è un ghiacciaio situato sulla costa di Lars Christensen, in Antartide. In particolare il ghiacciaio, il cui punto più alto si trova circa 485 m s.l.m., si trova nella dorsale Aramis, un ramo dei monti del Principe Carlo, e qui fluisce verso est fino a entrare nel lago Radok.

## Storia
Il ghiacciaio Battye è stato mappato grazie a fotografie aeree scattate durante le spedizioni australiane di ricerca antartica svolte fra il 1956 e il 1960 ed è stato così battezzato dal Comitato australiano per i toponimi e le medaglie antartici in onore di A. C. Battye, glaciologo di stanza alla stazione Wilkes nel 1962.